# 趙煇
趙煇（16世紀—1642年），字黃如，號映薇，山西平陽府蒲州河津縣人，明朝政治人物。

## 生平
趙煇是萬曆四十六年（1618年）戊午科舉人，崇禎七年（1634年）成進士，户部觀政，授戶部山西司主事，五月改雲南司，管理南新仓，督倉儲，杜絕貪污，令宦官忌憚。九年丁憂，十二年轉任兵部車駕司主事，十三年升武库司郎中，同年升山東按察司佥事，霸州兵備道。
崇禎十五年（1642年）清軍攻打霸州城，趙煇同知州丁師羲固守城池，城破後穿好冠服，和幼子趙埝從容自殺，朝廷追贈光祿寺卿，恩蔭其子，給予祭葬，入祀鄉賢忠義祠。

## 家族
曾祖赵万；祖父赵希，庠生；父赵朴，儒官。

## 引用
1. 1 2  光緒《河津縣志·卷七·人物》：趙煇，字黃如，崇禎甲戌進士；慷慨負氣節，幼事繼母孝聞。授戶部主事，兩督倉儲，力杜姦橐，中貴憚之。轉兵部郎中，備兵霸州，壬午城破，整冠帶從容殉難。贈光祿寺卿，蔭子予祭葬，事見《明史》。季子埝，生員，同日殉節，祀鄉賢忠義。
2. ↑  光緒《河津縣志·卷六·選舉》：萬歷戊子【午】（舉人） 趙煇 見進士
3. ↑  《崇祯七年甲戌科进士履历便覽》：赵辉，曾祖万；祖希□，庠生；父朴，儒官。黄如，诗三房，庚子年六月初八日生，平阳府河津县人，戊午乡试，会一百六十三名，二甲二十二名，户部观政，乙亥授户部山东司主事，改雲南司主事，管南新仓，乙亥管京粮厅，甲戌丁忧，己卯补车驾司主事，□□□□□□州道佥事。
4. ↑  《崇祯七年甲戌科进士三代履历》：赵辉，曾祖万；祖希，庠生；父朴，儒官。映薇，诗五房，庚子年六月初八日生，河津人，戊午乡试，会一百六十三名，二甲二十二名，户部政，乙亥授户部山西司主事，五月改雲南司主事，管南新仓，丙子丁憂，己卯起兵部车驾司主事，庚辰升武库司郎中，升山東佥事、霸州道。
5. ↑  《嘉慶重修一統志》·卷九·順天府四：趙煇 河津人，崇禎中為霸州兵備副使，勤於其職。大兵至，與知州楚雄丁師羲督士民固守。及城破，煇自盡，師羲亦死之。贈煇光祿寺卿，師羲布政司參議。